# アーケオシリス
アーケオシリス(Archaeothyris) は古生代石炭紀後期の3億1,130万年から3億920万年前に生息していた単弓類。単弓綱・盤竜目・真盤竜亜目・オフィアコドン科。知られている限りでは最古の単弓類である。

## 特徴
頭蓋長約9センチメートル、体長は60センチメートル - 1メートル程のイグアナに似た生物であったと思われる。極めて原始的であるが、側頭窩を持つなど盤竜類としての特徴を持つ。顎は強く、同時期の原始爬虫類などよりも大きく開いた。また、初期有羊膜類の中では比較的大型で、昆虫などの他に原始爬虫類など小型の有羊膜類も捕食していたといわれる。

## 生態
アーケオシリスは石炭紀のノヴァスコシアに生息していた。 当時のノヴァスコシアは、現在のフロリダ州エバーグレーズと同様の湿地帯であったといわれる。かれらはリンボク、フウインボクなどの巨大なシダ類によって形成された大森林に生息し、昆虫や小型の両生類、有羊膜類などを捕食していたと考えられている。
これらのシダ植物は40メートルに近いものが存在し、中には立ち枯れて株の内部が空洞になったものが存在した。その中から当時の小動物の化石が発見されているが、これは中に落ちたかれらが脱出出来ないまま餓死し、そのまま化石化したものである。アーケオシリスの化石はその中から発見されたものの一つである。他にはヒロノムスやペトロラコサウルスなどの爬虫類が同様に発見されている。

## 分布
カナダ、ノヴァスコシア州のケープ・ブレトン島より化石が産出。